# Площадь Обороны (Ломоносов)
Площадь Оборо́ны — площадь в городе Ломоносове Петродворцового района Санкт-Петербурга. Расположена в центре квартала между улицами Красной, Связи, Кипренского и Павловским проспектом. Соединена безымянными проездами с улицами Связи и Павловским проспектом.
Название появилось в 1960-х годах. Связано с тем, что во время Великой Отечественной войны здесь дислоцировался зенитный расчёт, оборонявший небо Ораниенбаумского плацдарма.
Нумерация на площади начинается от переулка, ведущего к улице Связи, и идет против часовой стрелки. Нумерация сплошная (№ 1, 2, 3…20).
В центре площади находится пустырь, являющийся безымянным сквером площадью 0,34 гектара. В нём вырезаны два участка, запланированные под индивидуальную жилую застройку (дома 22 и 23).